# 拿騷的梅希蒂爾德
拿騷的梅希蒂爾德（德語：Mechthild von Nassau，約1280年—1323年），德意志國王拿騷的阿道夫的女兒，母親是伊森堡-林堡的伊瑪吉娜。

## 家庭
1294年，梅希蒂爾德與巴伐利亞公爵魯道夫一世結婚，兩人共有3子1女：
1. 阿道夫（1300年—1327年）
2. 魯道夫（1306年—1353年）
3. 魯普雷希特（1309年—1390年）
4. 梅希蒂爾德（1312年—1375年）